# Портрет Леонелло д'Есте
«Портрет Леонелло д'Есте» — картина італійського художника Пізанелло, написана у 1441 році, на якій зображений феррарський маркіз Леонелло д'Есте. Розміри	— 28 × 19 см. Матеріал — дошка. Техніка — темпера. Один з перших ренесансних станкових портретів.

## Опис
Леонелло д'Есте зображений погрудно у профіль на тлі диких троянд. Існує припущення, що зображення троянди — відсилання до прізвиська герцога, даного його вчителем Гуаріно да Верона — «квітка принців». Гуманіст Лодовіко Карбоні так писав про картину:
|  | Я ніколи не міг дивитися без сліз на портрет Леонелло, який написав Антоніо Пізано, оскільки він зумів зібрати в ньому найглибші сліди людяності. |

## Історія створення
Портрет був створений в результаті змагання між Пізанелло і Якопо Белліні, що сталося у Феррарі влітку 1441 року. Відомий відгук Леонелло д'Есте про роботи художників:
|  | Ви пам'ятаєте, як Пізанелло і Белліні, прекрасні живописці нашого часу, нещодавно відзначилися різними способами в портретуванні мого обличчя. Один з них додав більшу виразність моїм рисам, в той час, як інший зобразив їх більш блідо але не менш тонко. |

Переможцем змагання був визнаний Якопо Белліні, але портрет, виконаний ним не зберігся.
Коли Пізанелло писав цю картину, він мав чималий досвід у медальєрному мистецтві. Певний час вважалося, що портрет Джиневри д'Есте («Портрет принцеси з дому д'Есте») того ж художника є портретом дружини Леонелло Маргарити і парним до даної картині, але їх розділяє декілька років, а також вони різні за розмірами і зрізом.